# Kátoly
Kátoly (németül: Katol vagy Kattelhof, horvátul Katolj) község Baranya vármegyében, a Pécsváradi járásban.

## Fekvése
A község a Pécs, Pécsvárad, Mohács és Bóly városok által alkotott négyszögben, annak is szinte a középpontjában helyezkedik el, légvonalban mérve Pécsváradtól és Bólytól is egyaránt nagyjából 12-12 kilométerre, Pécstől és Mohácstól pedig hasonlóképpen nagyjából 18-20 kilométer távolságra. Legfontosabb vízfolyása a Karasica-patak, mely a belterületének keleti széle mellett folyik el.
A szomszédos települések: észak felől Erzsébet, északkelet felől Szellő, dél felől Máriakéménd, nyugat felől Berkesd, északnyugat felől pedig Szilágy.

### Megközelítése
Zsáktelepülés, közúton csak a Szederkény és Pécsvárad közt húzódó 5608-as útról letérve érhető el, az 56 117-es számú mellékúton. Az ország távolabbi részei felől a 6-os főúton közelíthető meg, Pécsvárad utáni letéréssel.

## Története
Kátoly nevét 1296-ban egy korabeli oklevél említette először Katlh néven. Később nevét 1302-ben Kathl, 1436-ban Kathol néven írták.
1296-ban a Győr nemzetségbeli Óvári Konrád falvai között sorolták fel, azon falvak közt, melyeket Kórogyi Fülpös és Lőrinc nádor fia, Kemény elpusztított és kirabolt. 
1296-tól kezdve azonban papja – a pécsváradi apát megbízottja – a település ez évtől kezdve mindig az apát egyházai között szerepelt. 1333-ban és 1335-ben papja 15 báni papi tizedet fizetett. 1559-ben a település a pécsi káptalan birtokaihoz tartozott. A falu a török hódoltság alatt elnéptelenedett, s csak 1733-ban épült fel újra, de nem a régi helyén. 
Az újjáépült falu első telepesei magyarok, németek és horvátok voltak, majd a németek kerültek túlsúlyba. 2001-ben lakosságának 15,9%-a horvátnak, a németek nagy arányú kitelepítésének köszönhetően pedig már csak a lakosság 4,9%-a vallotta magát németnek.

## Közélete

### Polgármesterei
- 1990–1994: Kollár János (független)[4]
- 1994–1998: Hosszú István (független)[5]
- 1998–2002: Divják Antalné (független)[6]
- 2002–2006: Divják Antalné (független horvát kisebbségi)[7]
- 2006–2010: Divják Antalné (független)[8]
- 2010–2014: Trubicsné Csibi Nóra (független)[9]
- 2014–2019: Trubicsné Csibi Nóra (független)[10]
- 2019–2024: Trubicsné Csibi Nóra (független)[11]
- 2024– : Ivánkovics Gábor (független)[1]

## Népesség
A település népességének változása:
| Lakosok száma | 301  | 298  | 284  | 261  | 241  | 287  | 284  | 280  |
|               | 2013 | 2014 | 2015 | 2019 | 2021 | 2022 | 2023 | 2024 |

A 2011-es népszámlálás során a lakosok 92,1%-a magyarnak, 3,2% cigánynak, 33,8% horvátnak, 11,4% németnek, 0,3% románnak, 0,3% szlováknak mondta magát (7,6% nem nyilatkozott; a kettős identitások miatt a végösszeg nagyobb lehet 100%-nál). A vallási megoszlás a következő volt: római katolikus 67,8%, református 3,8%, evangélikus 0,3%, felekezeten kívüli 7,9%  (18% nem nyilatkozott).
2022-ben a lakosság 84,7%-a vallotta magát magyarnak, 25,8% horvátnak, 9,1% németnek, 2,1% cigánynak, 1% egyéb, nem hazai nemzetiségűnek (9,8% nem nyilatkozott; a kettős identitások miatt a végösszeg nagyobb lehet 100%-nál). Vallásuk szerint 50,2% volt római katolikus, 2,8% református, 1,4% evangélikus, 1% egyéb keresztény, 0,3% egyéb katolikus, 12,9% felekezeten kívüli (31% nem válaszolt).

## Nevezetességei
- Műemlék temploma a 13. században épült gótikus stílusban. Az évszázadok alatt többször átalakították, bővítették. A templom belsejében középkori eredetű faliképek, és 14. századi keresztelő-medence található. Az ősi templomot a pécsi pálosok Jakab-hegyi kolostorához tartozónak vélik.
- Két horgásztó a falu határában.
- Pincesor.